# 大方站 (贵州省)
大方站，位于中华人民共和国贵州省毕节市大方县东关乡朝中村七家田，是成贵客运专线上的高铁站，成都局集团贵阳车务段管辖。

## 車站周邊
- 东关卫生院

## 歷史
- 2019年12月16日通车启用。

## 外部連結
- 中国铁路客户服务中心（页面存档备份，存于）